# أنتوني باور
أنتوني باور (بالإنجليزية: Anthony Power)‏ هو مبارز بالسيف بريطاني، ولد في 13 مايو 1945.

## وصلات خارجية
- أنتوني باور على موقع أوليمبيديا (الإنجليزية)
- أنتوني باور على موقع اللجنة الأولمبية البريطانية (الإنجليزية)